# Brixia natalicola
Brixia natalicola är en insektsart som först beskrevs av Stsl 1855.  Brixia natalicola ingår i släktet Brixia och familjen kilstritar. Inga underarter finns listade i Catalogue of Life.